# ルシアノ・ゴンサレス
ルシアノ・ゴンサレス（Luciano González、1997年4月10日 - ）は、アルゼンチンのラグビー選手。

## プロフィール
- アルゼンチン・ブエノスアイレス州ラプラタ出身[1]。
- ポジションはセンター(CTB)。
- 身長 181cm、体重 90kg

## 略歴
2021年、東京五輪の7人制アルゼンチン代表に選ばれて銅メダル獲得。
2024年、パリ五輪の7人制アルゼンチン代表に選ばれた。